# Jamaica Bay

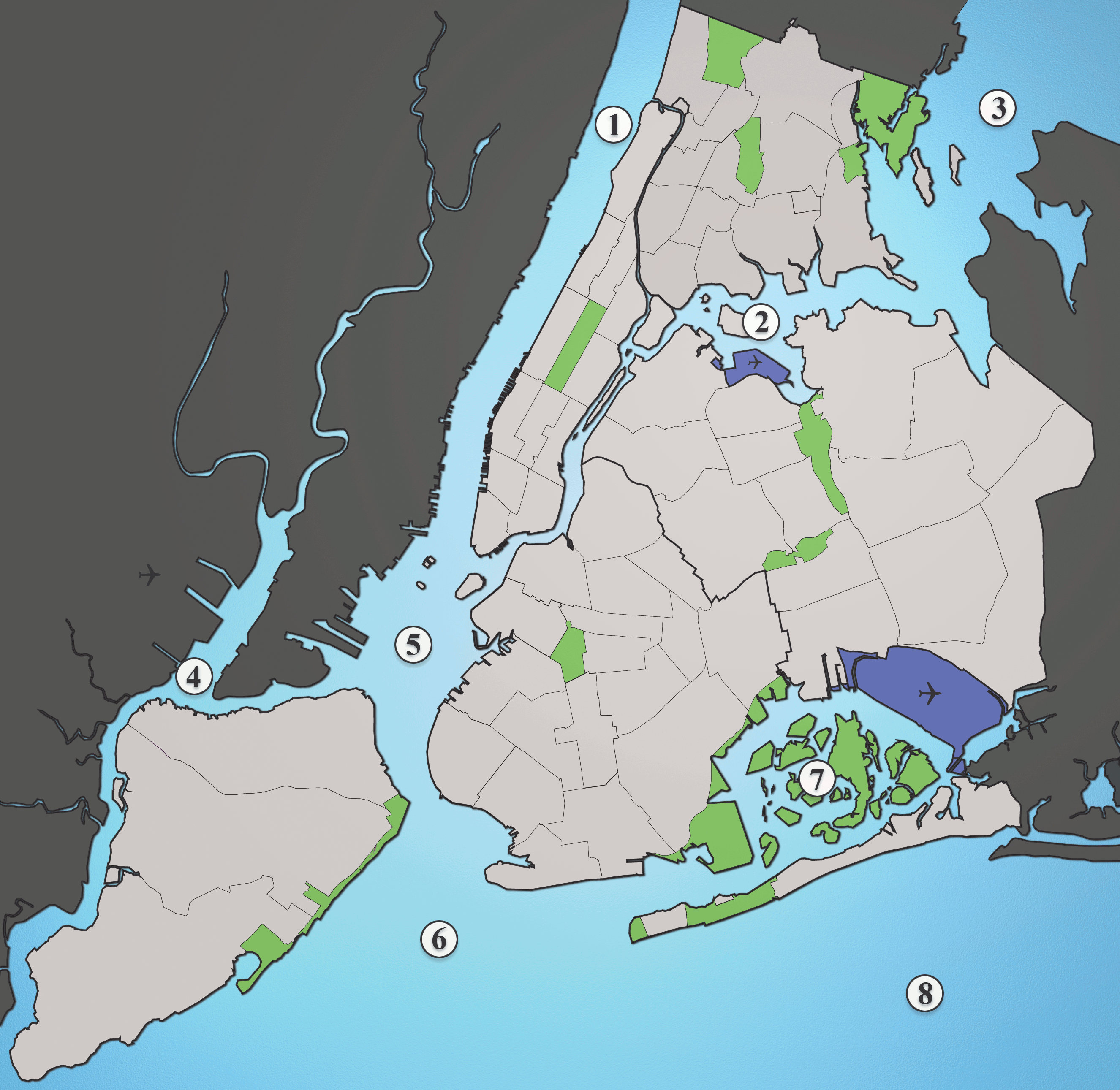
1. Hudson, 2. East River, 3. Long Island Sound, 4. Newark Bay, 5. Upper New York Bay, 6. Lower New York Bay, 7. Jamaica Bay, 8. Oceà Atlàntic.

La Jamaica Bay (badia de Jamaica) és una albufera situada prop dels gratacels de la ciutat de New York, i d'un dels aeroports més sovintejats del país, l'Aeroport Internacional John F. Kennedy. Els aiguamolls salins de la badia serveixen d'hàbitat a nombroses espècies d'ocells migratoris, així com a diverses espècies d'animals salvatges. La majoria dels espais aquàtics i dels aiguamolls de la badia són espais protegits d'ençà 1972. Tanmateix, la contaminació, tot i que atenuada esdevé un problema important, com la disminució progressiva de la mida dels aiguamolls, tot i que aquest darrer fenomen és menys esmentat.
La Jamaica Bay està situada a la punta sud-oest de l'illa de Long Island, a cavall entre els boroughs de Brooklyn i Queens. Els plànols de la ciutat apareguts abans de 1910 esmentaven la badia amb el nom de Grass Bay, el que es podria traduir com a "Badia verdosa". La situació de la badia, i els abundants recursos en aliments en fan un veritable hàbitat per als animals salvatges i els ocells (rapaços, limícoles...), tot constituint una zona de pesca important. Totes aquestes espècies s'agrupen en els rars espais encara accessibles i viables de la badia, que paga progressivament el pesat tribut de la urbanització.